# Primaz das Espanhas
Primaz das Espanhas é um título honorífico pertencente ao arcebispo de Braga que, deste modo, se designa Arcebispo de Braga e Primaz das Espanhas ou, de forma equivalente, Arcebispo Primaz de Braga. Este título é outorgado ao prelado de Braga por esta ser a diocese mais antiga da península Ibérica, remontando a ano de 45 depois de Cristo. A Sé de Braga passou de diocese a arquidiocese, tendo recebido posteriormente o título primacial.
Existiu uma disputa histórica pela posse do título de Primaz das Espanhas entre os arcebispos de Braga e Toledo. Ainda hoje o título de Primaz das Espanhas é usado pelo Arcebispo de Braga.
Por intermédio do título de Primaz das Espanhas o arcebispo de Braga deteve, desde a fundação de Portugal, precedência sobre todos os bispos de Portugal, facto que ainda hoje se mantém, com exceção do Patriarca de Lisboa que, desde 1716, se encontra honorificamente acima do próprio prelado de Braga.